# Livramento (Paraíba)
Livramento é um município brasileiro do estado da Paraíba, Região Nordeste do País. Livramento está localizado na microregião do Sertão do Cariri (Ocidental) Paraibano. aproximadamente a 243 km da capital, João Pessoa. Possui feiras populares notáveis e uma rádio local de bom alcance. A cidade, que é uma das mais charmosas do estado, preserva como poucas um charme todo especial de aspecto original do interior paraibano em sua atmosfera pitoresca.

## História
As terras que hoje representam a sede do município de Livramento, faziam parte da antiga Fazenda Livramento pertencente à Jose Marinheiro de Brito. Em 1913, foi erguida uma capela no local dedicada a Nossa Senhora do Livramento, hoje padroeira da cidade. A primeira missa realizada em Livramento ocorreu no dia 24 de dezembro de 1914.
Antônio Marinheiro, pai de José Marinheiro de Brito foi o primeiro habitante a erguer sua casa no povoado. Pouco tempo depois, Ildefonso de Almeida Filho se estabeleceu no local construindo várias casas e instalando uma indústria de beneficiamento de algodão, o que contribuiu para chegada de novos moradores.
A fertilidade da terra foi o principal fator para atrair novos moradores de outras áreas, uma vez que favorecia a criação de gado e o plantio de alimentos contribuindo desta forma para o crescimento da população. No ano de 1914, foi realizada a primeira feira pública, que, ainda é nos dias de hoje, reconhecida pelo seu intenso movimento.
Livramento foi distrito até o dia 15 de dezembro de 1961, quando sob a lei 2625 do mesmo ano, ficou independente de Taperoá. O município foi emancipado no dia 11 de novembro de 1962, sendo o seu primeiro prefeito Clóvis Leite de Almeida. A cidade já teve outros nomes como Sarapó e Carnaubal, mas somente em 1949 voltou ao seu nome de origem.

## Geografia

### Localização
Distante 243 km da capital João Pessoa, o município de Livramento está localizado na mesorregião da Borborema e microrregião do Cariri Ocidental paraibano a uma altitude de cerca de 584m. Possui uma área de aproximadamente 345 km² e limita-se ao norte com os municípios de Desterro e Taperoá, ao Sul com o município de São José dos Cordeiros, ao leste com os municípios de Taperoá e São José dos Cordeiros e a Oeste com o distrito de São Vicente, município de Itapetim, no estado de Pernambuco.
O acesso à cidade é feito por meio da rodovia BR-230, seguida pela rodovia PB-216 e, por fim, da localidade denominada de "7 Estrelas" (acesso com cerca de 10 km percorridos em estrada asfaltada).

### Relevo e hidrografia
O município está localizado no Planalto da Borborema, com altitude de 584m acima do nível do mar e apresenta um relevo configurado por superfície em rochas minadas e as serras do Boqueirão e São Gonçalo. Seus principais cursos d’água são os rios Taperoá e o Riacho do Coqueiro. Os reservatórios existentes são: açude do Russo, o Salitre e o açude do estado.

### Clima
O Clima de Livramento é quente e seco, apresentando temperaturas mínimas de 18 °C no inverno e 32 °C no verão e uma precipitação pluviométrica de aproximadamente 600mm, com chuvas irregulares e mal distribuídas nos meses de fevereiro a maio.
O município está incluído na área geográfica de abrangência do semiárido brasileiro, definida pelo Ministério da Integração Nacional em 2005. Esta delimitação tem como critérios o índice pluviométrico, o índice de aridez e o risco de seca.

### Vegetação
A área do município é recoberta por vegetação subxerófila, com predominância da caatinga(plantas baixas e rasteiras).
O município apresenta três classes de solos com componentes minerais: pouco profundo, rasos, solos desenvolvidos. Este último, mais propício a pratica de atividades agrícolas, esta dividido em: solo ciclo arenoso e ciclo argilo arino.

### População
O município possui 7 386 habitantes, conforme estimativa IBGE de 2017.

## Infraestrutura
Possui 27 escolas de ensino fundamental, quatro de ensino pré-escolar e uma do ensino médio.

## Eventos
O evento de grande importância é a festa da padroeira da cidade, Nossa Senhora do Livramento comemorada no dia 24 de novembro. Outro evento de grande relevância é o São joão desta cidade, onde já tocaram nomes consagrados como Flávio José e Pinto do Acordeon.
Também existe a Quarta Cultural, que é realizada pela Secretaria de Educação em conjunto com as escolas, onde são feitas diversas apresentações culturais pelos próprios alunos das escolas, apresentações tais como danças culturais, apresentações de danças de rua e cantores regionais. Possui também a festa de Santa Teresinha que acontece no mês de outubro.

## Filhos ilustres
- Eliza Clívia — foi uma cantora brasileira de forró eletrônico, e ex-vocalista da banda Cavaleiros do Forró.[7]